# 凌南县
凌南县，中国旧县名。存在于民国时期。
1931年由朝阳、凌源两县析置。治所在牡牛营子（今辽宁省建昌县南牤牛营子）。因处在大凌河以南，故名。1937年改名建昌县。抗日战争结束后，国民政府恢复原有建制。 